# Synergy
Synergy är metalbandet Extols tredje fullängdsalbum. Genren för detta album var en sorts death metal-inspirerad thrash metal. Synergy spelades in 2003 av Century Media Records.

## Låtlista
1. "Grace for Succession" – 4:12
2. "Paradigms" – 3:40
3. "Psychopath" – 3:47
4. "Blood Red Cover" – 3:37
5. "26 Miles from Marathon" – 4:12
6. "Confession of Inadequacy" – 3:47
7. "Scrape the Surface" – 3:20
8. "Thrash Synergy" – 5:20
9. "Aperture" – 3:11
10. "Emancipation" – 3:20
11. "Nihilism 2002" – 4:09

## Medverkande
Extol
- Peter Espevoll – sång, akustisk gitarr
- Christer Espevoll – gitarr
- David Husvik – trummor
- Ole Børud – gitarr, sång, bakgrundssång
- John Robert Mjåland – basgitarr

Bidragande musiker
- Maria Solheim – sång
- Tore Moren – gitarr
- Samuel Durling – gitarr, sång

Production
- Børge Finstad – producent
- Morten Lund – mastering
- Hugh Syme – omslagsdesign